# Чёрный, Василий Ильич
Василий Ильич Чёрный (6 [19] августа 1913, д. Актачи, Таврическая губерния — 16 декабря 1996, Тамбов) — советский государственный и партийный деятель, первый секретарь Тамбовского обкома КПСС (1966—1978).

## Биография
Родился в деревне Актачи Таврической губернии (ныне — село Фурмановка Бахчисарайского района Республики Крым); свободно владел крымскотатарским языком.
В 1927 году окончил сельскую школу, в 1931 — Карасубазарскую сельскохозяйственную школу. Работал техником-парниководом совхоза «Консервтрест» (Джага-Кущи, Евпаторийский район). С 1932 года, по окончании Карасубазарского плодоовощного техникума, — агроном Бахчисарайской машинно-тракторной станции, заведующий опытной сельскохозяйственной станцией.
В 1935—1937 годах служил в Красной Армии (политрук военно-учебного пункта, председатель райсовета Осоавиахима в Бахчисарае), после чего заведовал отделом в Бахчисарайском районном комитете ВЛКСМ, с 1939 года работал главным агрономом конторы «Торгплодоовощ». В 1939 году вступил в ВКП(б).
В 1941 году, с началом войны, назначен вторым секретарём Бахчисарайского районного комитета ВКП(б).

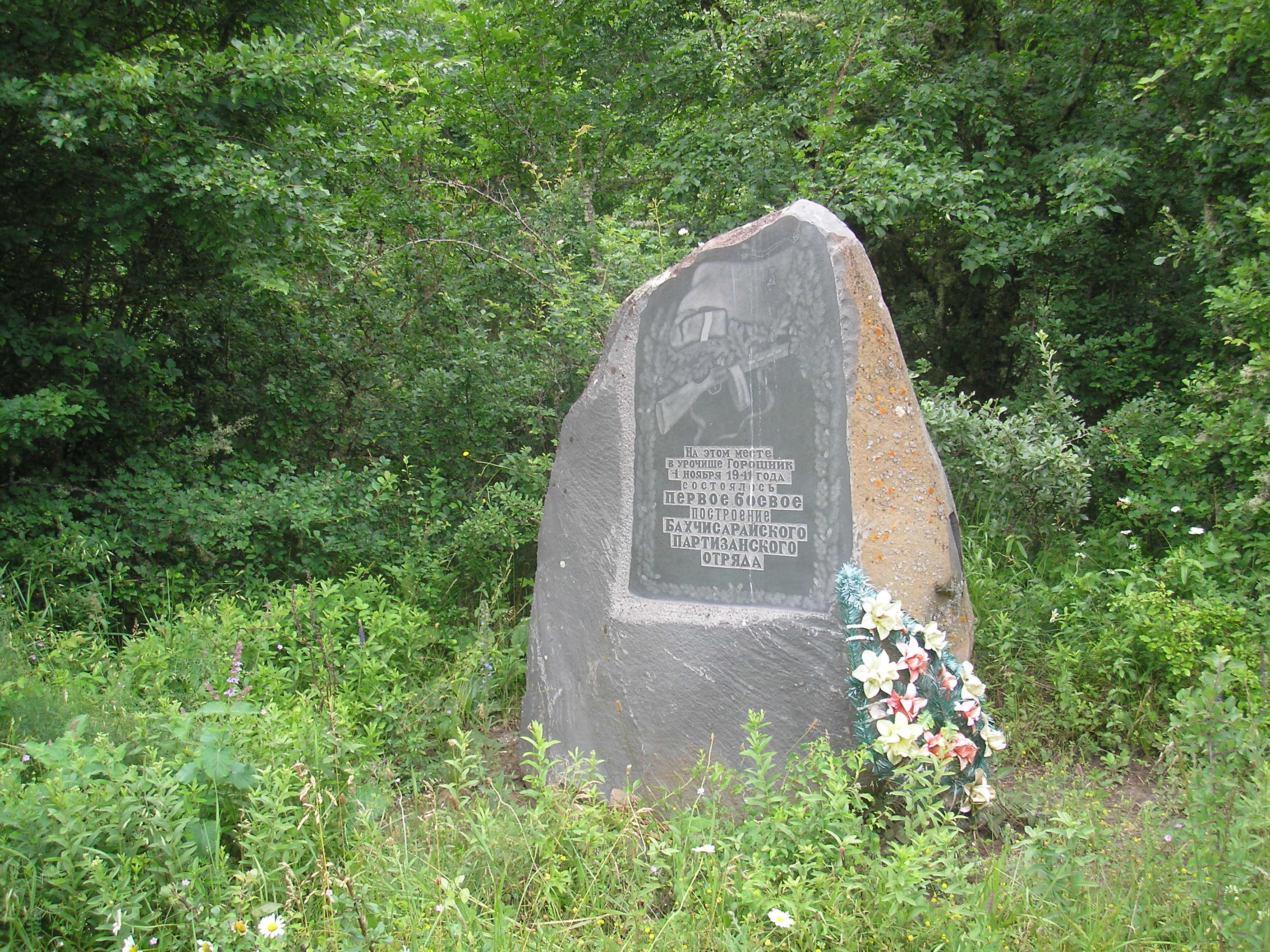
Место первого построения Бахчисарайского отряда

31 октября 1941 года в лес вышли и Бахчисарайский отряд, и городской истребительный батальон. Партизаны собрались на кордоне Горошник. Вскоре в это же урочище прибыли бойцы Бахчисарайского истребительного батальона. К ним присоединились бойцы отступающих частей Красной Армии. Командир истребительного батальона К. М. Сизов с 4 ноября становится командиром Бахчисарайского партизанского отряда, а секретарь Бахчисарайского райкома В. И. Черный – комиссаром. В отряде формируются две боевые группы: одна во главе с командиром К. Гончаровым и политруком Ш. Мамутовым, вторую возглавляют командир М. А. Македонский и политрук А. Омеров.   
В октябре 1941—1942 годах — комиссар Бахчисарайского партизанского отряда (Крымская АССР) в звании «младший политрук» (командиры отряда — К. Н. Сизов, затем — М. А. Македонский). В 1942 году был ранен, лечился в госпитале № 2120 (Сочи).
С января 1943 года — начальник Политического отдела, директор Октябрьской машинно-тракторной станции (Джалал-Абадская область, Киргизская ССР). С 1944 года — секретарь Куйбышевского районного комитета, с 1945 — заведующий сельхозотделом Крымского областного комитета ВКП(б).
С 1950 года, по окончании Высшей партийной школы при ЦК ВКП(б), — инструктор сельскохозяйственного отдела ЦК ВКП(б) / КПСС.
С 1954 года — первый заместитель председателя Совета Министров Северо-Осетинской АССР, с 1955 — второй секретарь Северо-Осетинского областного комитета КПСС. В 1960—1961 годах — инспектор отдела парторганов ЦК КПСС по РСФСР.
В 1961—1966 годах — председатель исполнительного комитета Тамбовского областного (в 1962—1964 — сельского областного) Совета, затем по 1978 год — первый секретарь Тамбовского областного комитета КПСС. В годы его руководства областью был возведён Мемориальный комплекс «Вечный огонь», появились современный Концертный зал, аэропорт. Построены: здание областной библиотеки имени А. С. Пушкина, учебные корпуса и общежития Тамбовского института химического машиностроения (ныне ТГТУ), Тамбовского филиала Московского государственного института культуры, областная детская и глазная больницы, новые корпуса 2-й городской больницы.
Делегат XXIII, XXIV и XXV съездов КПСС, где был избран членом Центральной ревизионной комиссии КПСС (1966—1971), кандидатом в члены ЦК КПСС (1971—1976), членом ЦК КПСС (1976—1981).
Депутат Верховного Совета РСФСР 5-го (от Северо-Осетинской АССР; 1959—1963) и 6-го (от Тамбовской области; 1963—1967) созывов; депутат (от Тамбовской области) Совета Союза Верховного Совета СССР 7-го (1966—1970), 8-го (1970—1974) и 9-го (1974—1979) созывов.
В 1978 году, выйдя на пенсию, уехал в Симферополь; возглавлял секцию ветеранов партизанского движения Крымского областного комитета ветеранов Великой Отечественной войны. В 1996 году по приглашению тамбовчан вернулся в Тамбов.

### Семья
- Отец — Илья Чёрный (? — 1914), погиб на германском фронте. Мать (родом из Полтавской губернии, ? — 1942) расстреляна фашистами[3][1].
- Отчим- (Вакулов Ферапонт Иванович  — 1942) — плотник, пчеловод; расстрелян фашистами 1942г.[3][1].
- Мать- Вакулова (Чёрная) Вера Кузьминична - расстреляна фашистами 1942г.
- Сестра- Вакулова Лидия Ферапонтовна
- Жена — Ксения (? — 1942), расстреляна фашистами[1],
- дочери — Генриетта, Валерия[4].

Жена — Любовь Фёдоровна,
- сын — Виталий[1].

## Награды и звания
- орден Красной Звезды (24.10.1942)[8]
- два ордена Трудового Красного Знамени (1963, 1966)[3][5]
- два ордена Ленина (1971, 1973)[3][5]
- орден Октябрьской Революции (1973)[3][5]
- орден Отечественной войны II степени (6.4.1985)[18]
- медали[3]:
  - «30 лет Победы в Великой Отечественной войне 1941—1945 гг.» (1975)
  - «60 лет Вооружённых Сил СССР» (1978)
  - «40 лет Победы в Великой Отечественной войне 1941—1945 гг.» (1985)
  - «70 лет Вооружённых Сил СССР» (1988)
- знак «50 лет пребывания в КПСС»[3]
- Почётный гражданин города Тамбова (2001, посмертно) — за выдающиеся заслуги в экономическом и социально-культурном развитии города[9].

## Память
В Тамбове на доме, где жил В. И. Чёрный, установлена мемориальная доска.